# Тухля (Україна)
Ту́хля — село в Україні, у Славській селищній громаді Стрийського району Львівської області. Населення становить 1989 осіб.

## Географія
Село лежить у вузькій долині річки Опір. У межах села в річку Опір впадають дві його порівняно великі притоки — Цигла і Головчанка. На північно-східній околиці села потік Кобилець впадає у річку Опору.
У селі є залізнична станція Тухля, через населений пункт також проходить автодорога до смт Славське — відомого гірськолижного курорту. Завдяки тому, що сюди зручно добиратися (чи з боку Львова, чи із Закарпаття), в селі швидкими темпами розвивається екотуризм. Звідси зручно підніматися на довколишні гори, зокрема на східну частину хребта Зелем'янки (з північного кінця села), гору Кіндрат (1158 м, вершина широка, безліса) або гори Солиган (941 м), Яровище (909 м), Маківку (958 м) чи Клива (1072 м.).

## Назва
Перша версія походження назви села Тухля — від смороду трупів, що розповсюджувався з вузької ущелини, де було знищене монгольське військо.
Друга версія походження назви Тухля. Одного разу проходивив через цю місцевість чоловік, і, втомившись, вирішив відпочити. Він вирішив не йти далі, бо йому тут дуже сподобалось. З часом прийшли інші люди, й виникло поселення. Після цього прийшли чиновники від правителя та натрапили на хату першого поселенця, бо вона стояла якраз біля дороги. Зайшли до нього й питають: «Як село називається?». Чоловік відповідає, що не знає і розказує, що він йшов повз нього, охляв та лишився жити тут. Чиновники, можливо, недочули, але записали Тухля (від слова «охлянути» — втомитися).

## Історія
На відстані 5 кілометрів на захід від села, в урочищі Погар, знаходиться давньоруське городище. Пам’ятка займає схил підвищення, її розміри становлять 150×80 м (площа 1,2 га). Вали збереглися з двох сторін і мають незначну висоту — від 1 до 3 м, а з двох інших сторін вали відсутні (можливо, розорані). На території городища у 1973 р. провів розвідкові дослідження О. Ратич, у результаті яких час функціонування цього оборонного пункту визначений на X–XI ст.
Новий етап розбудови села пов'язаний із братами Іванком та Миком Волохами, які у 1397 році отримали дозвіл на влаштування тут поселення.
У другій половині 1880-х рр. через село було прокладено залізницю Стрий—Мукачево.
Тухля тісно пов'язана з життям і творчістю Івана Франка. Село стало відоме тим, що його описав Іван Франко у своїй повісті «Захар Беркут». У Тухлі є криниця Івана Франка, пам'ятник письменнику, а також церква Святого Миколая, розписана Корнилом Устияновичем. Гірська місцевість навколо села є місцем історичних подій, які описані у творі Івана Франка «Захар Беркут». На південній околиці села, за річкою Опір, на горі Захар Беркут (964 м) височить статуя Захара Беркута — саме там, де за народними переказами, і поховано цю історичну постать. У селі є камінь, начебто саме той, яким перекривали гірський потік, що згубив татар. На ньому викарбувано пам'ятний напис. Варто відвідати ущелину, про яку писав Франко — «місце було надзвичайне, дике».
|                                         | Стародавнє село Тухля — се була велика гірська оселя з двома чи трьома чималими присілками, всього коло півтора тисячі душ. Село й присілки лежали не там, де лежить теперішня Тухля, але геть вище серед гір, у просторій подовжній долині, що тепер поросла лісом і зоветься Запалою долиною. |
| — з повісті Івана Франка «Захар Беркут» | |

Село Тухля славне тим, що свого часу під час нашестя монголо-татар тут, в долині, були зупинені полчища татар. Тухляни — волелюбні герої твору великого Каменяра — збагнули святу істину: в єдності сила народу, тому вони і перемагають. Іван Франко у повісті «Захар Беркут» опирається на історичні факти, називає імена ватажків монголо-татар, та ще одним джерелом написання повісті став багатий карпатський фольклор. Зокрема, факт потоплення в Карпатах монголів в історії не відомий. Але народ опоетизовував «славні діла славних прадідів». Іван Франко використовує народний переказ про Сторожа — величезного кам'яного стовпа, що звисав над тухольською долиною. Цар велетнів, цей «святий» камінь, що знаходився на схилі хребта Зелемінь, є своєрідним уособленням життя — ворогом богині смерті Морани. Тухольці цим каменем завалили вхід у долину і тим самим перекрили течію Опору. Води річки в місці впадіння Головчанки постійно прибували, а діватися не мали куди. Орда схаменулася і почала втікати у сторону теперішнього села Либохора, та було пізно. Стихія зробила своє. Населення не дало собі ради із захороненням ворога, ще багато днів у повітрі витав запах мертвого тіла. Від того й пішла назва села Тухля. Ще й тепер можна оглянути котловину з «Кам'яною бабою», урочище Облаз, де за народними переказами, була перегороджена ріка Опір, що затопила монголів. На основі повісті знято фільм «Захар Беркут».
У Тухлі бував ватажок опришків Олекса Довбуш. Очевидно, через Тухлю шлях його лежав з Гуцульщини на Турку, Борислав, Дрогобич.

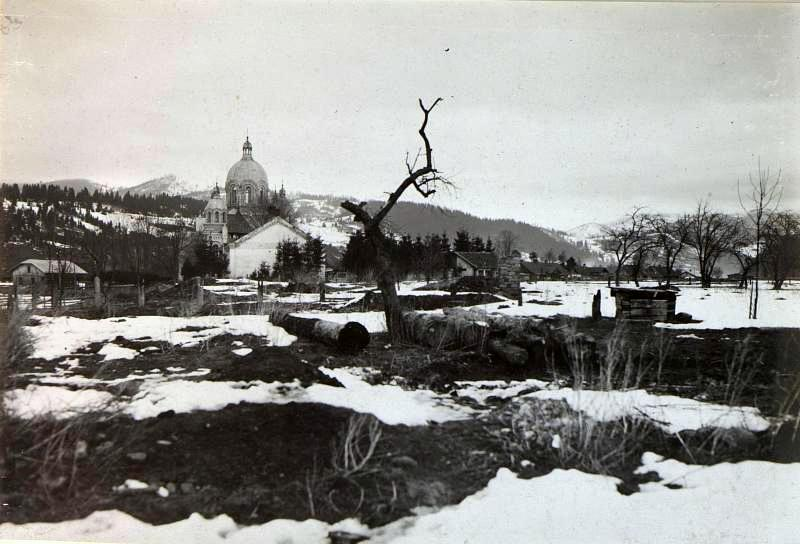
Церква села (1916 рік
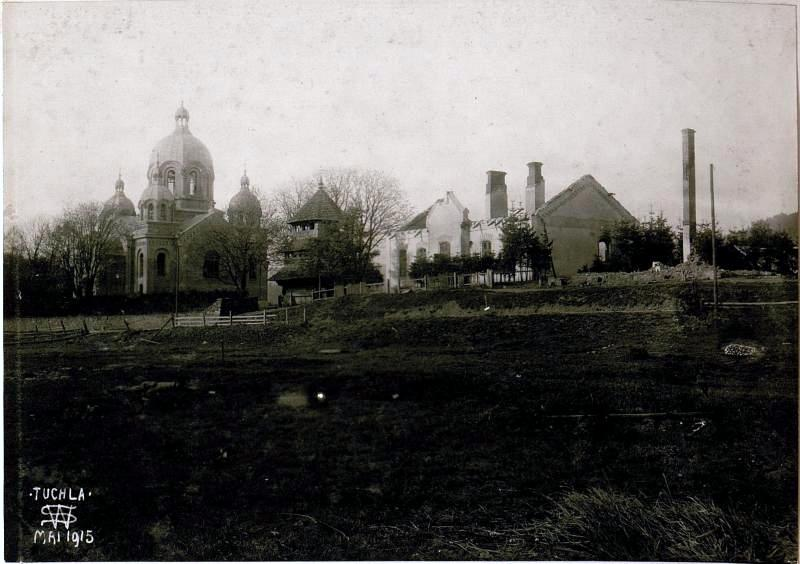
Церква села (1915 рік)

## Освіта
В Тухлі споруджено Тухлянський опорний навчальний заклад загальної середньої освіти І-ІІІ рівнів (гімназія) та заклад дошкільної освіти.

## Населення
Згідно з переписом УРСР 1989 року чисельність наявного населення села становила 1812 осіб, з яких 907 чоловіків та 905 жінок.
За переписом населення України 2001 року в селі мешкали 1752 особи.

### Мова
Розподіл населення за рідною мовою за даними перепису 2001 року:
| Мова       | Відсоток |
| ---------- | -------- |
| українська | 99,40 %  |
| російська  | 0,55 %   |
| молдовська | 0,05 %   |

## Транспорт
На станції Тухля зупиняються регіональні та приміські поїзди.

## Пам'ятки природи
- Кремінь — ландшафтний заказник місцевого значення;
- Криниця І. Франка — гідрологічна пам'ятка природи місцевого значення;
- Кремінь — заповідне урочище (лісове) місцевого значення;
- Тухлянське — заповідне урочище (лісове) місцевого значення;
- Кобилець — заповідне урочище (лісове) місцевого значення.

## Гора Захар (г. Путище)
Справжня назва — гора Путище. Вже пізніше гору йменували Захар Беркут, чия статуя височить на вершині — саме там, де за переказами, і поховано цю історичну постать. Висота гори — 835,5 м.

## Відомі люди

### Народилися
- Голомша Микола Ярославович (1962) — український юрист і політик, лідер політичної партії «Патріот», заслужений юрист України;
- Дасів Богдан Іванович (1935—2002) — український радянський поет;
- Драбишинець Василь Миколайович (1942—2008) — поет;
- Матіїв Михайло Васильович (2002—2023) — український військовослужбовець, солдат 80 ОДШБр Збройних сил України, учасник російсько-української війни.
- Огроднік-Жилава Анастазія (1908—2009) — професор музики, громадський діяч;
- Щекун Андрій Степанович (1973) — український журналіст і громадський діяч, політв'язень російсько-української війни (2014).

## Світлини

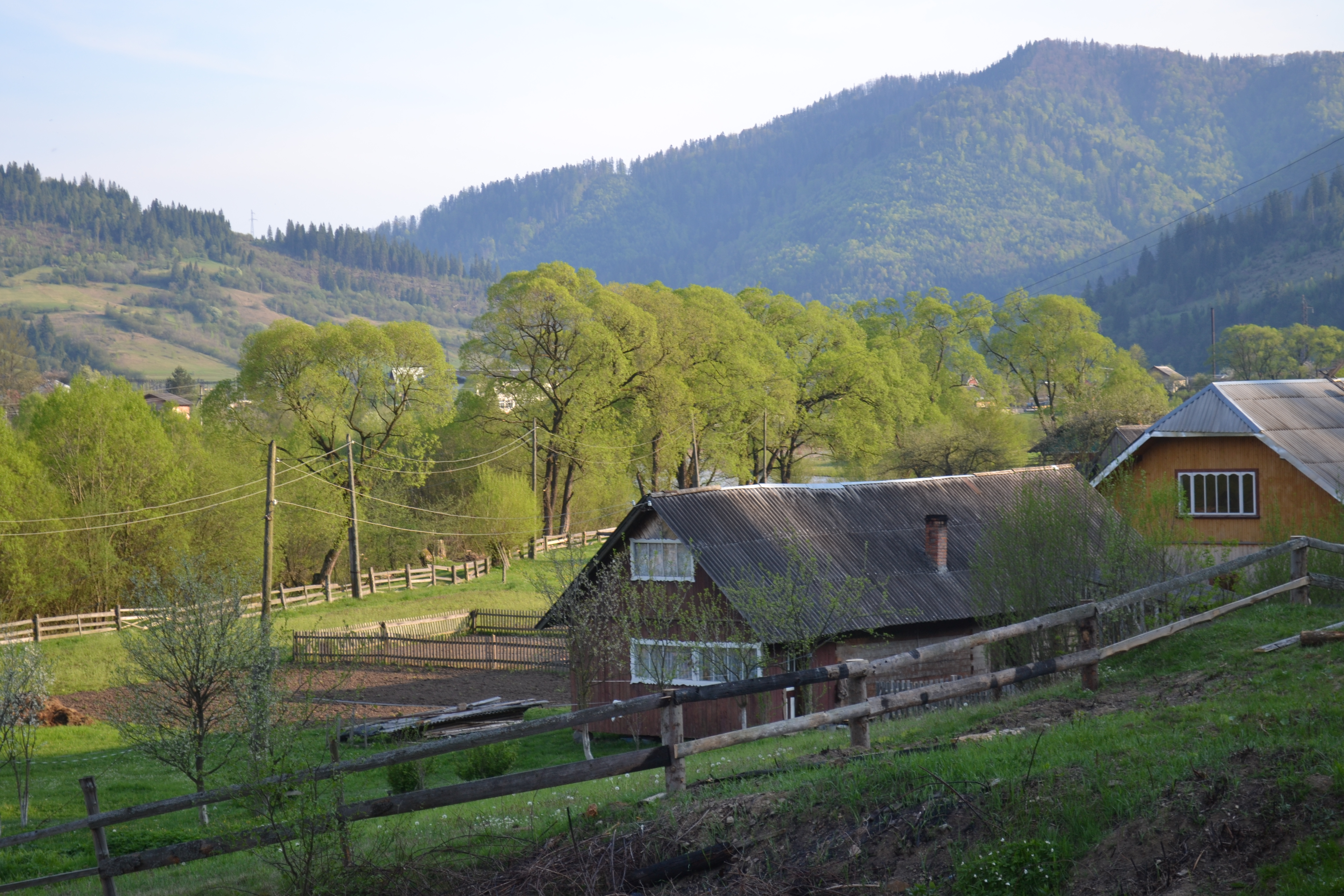
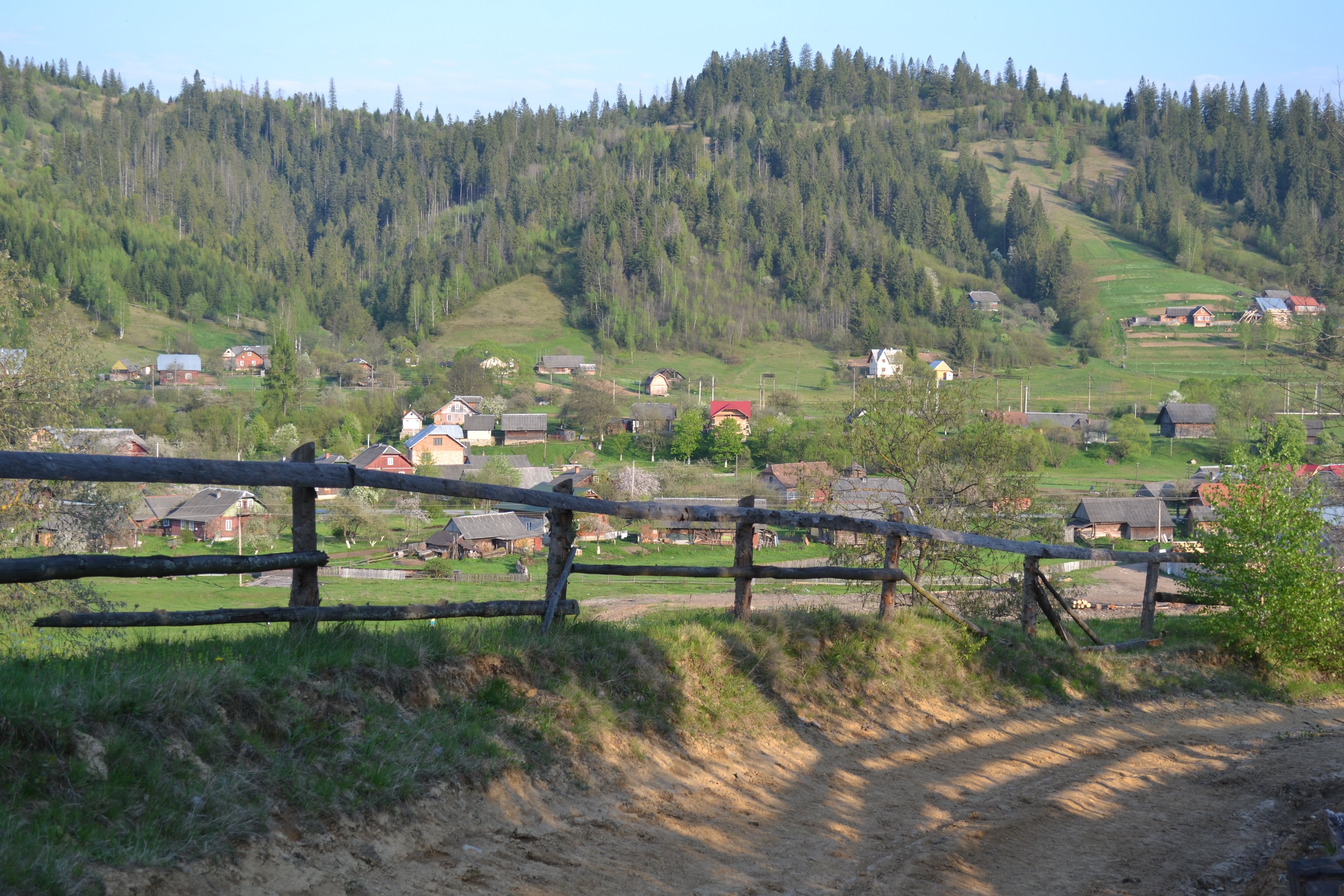